# Cassady McClincy
Cassady McClincy est une actrice américaine née le 1er septembre 2000 à Los Angeles en Californie, elle est connue pour jouer le rôle de Lydia dans la série télévisée américaine The Walking Dead.

## Filmographie

### Courts métrages
- 2010 : Five Smooth Stones de Roxzane T. Mims : une élève
- 2015 : Backtrack de Kristina Adler
- 2017 : The Visitor de Paul Jenkins

### Longs métrages
- 2010 : The Wizard of Agni de Ken Feinberg : Munchkin Bobbi
- 2015 : The Unexpected Bar Mitzvah de  Chip Rossetti : Sarah
- 2015 : Crimes and Mister Meanors de Jason Prisk : Kat
- 2018 : Love, Simon de Greg Berlanti : Jackie
- 2018 : Poor Jane de Katie Orr : Erica

### Séries télévisées
- 2014 : Drop Dead Diva : Laura Dwyer (1 épisode)
- 2015 : Constantine : Amberly (1 épisode)
- 2016 : Good Behavior : Ashleigh (1 épisode)
- 2017 : Ozark : Anna Sloan (1 épisode)
- 2017 : Mythes et Croyances : Greta Hetfelderz (1 épisode)
- 2017 : Daytime Divas : Tandy Ainsley (4 épisodes)
- 2019 : Castle Rock : Molly Strand enfant (4 épisodes)
- 2019-2022 : The Walking Dead : Lydia
- 2024 : Chicago Med : Ariel (2 episodes)